# 美山町立上味見小学校
美山町立上味見小学校（みやまちょうりつかみあじみしょうがっこう）は福井県足羽郡美山町（現：福井市）にあった公立小学校。

## 沿革
- 明治6年（1873年）中手小学校として開校[1]。
- 明治20年（1887年）簡易科中手小学校に改称[1]。
- 明治25年（1892年）
  - 上味見尋常小学校に改称[1]。
  - 河内地区に分教場を開く[1]。
- 明治44年（1911年）高等科併置、上味見尋常小学校と称する[1]。
- 昭和16年（1941年）国民学校令により上味見村立国民学校に改称[1]。
- 昭和22年（1947年）
  - 4月 - 教育制度改革により上味見村立上味見小学校に改称[1]。
  - 5月- 上味見村立上味見中学校を併設[1]。
- 昭和30年（1955年）合併により美山村立上味見小中学校に改称[1]。
- 昭和35年（1960年）中学校統合により美山中学校上味見分校に改称し、美山村立上味見小学校に改称[1]。
- 昭和39年（1964年）町制施行により美山町立上味見小学校に改称[1]。
- 昭和49年（1974年）河内分校廃止[1]。
- 平成13年（2001年）上味見小学校、下味見小学校、芦見小学校、上宇坂小学校の四校が統合し美山町立美山啓明小学校が開校[1]。